# Podróż apostolska Jana Pawła II do Polski (1987)
III wizyta w Polsce 8-14 czerwca 1987 – Jan Paweł II odwiedził miasta: Warszawa, Lublin, Tarnów, Kraków, Szczecin, Gdynia, Gdańsk, Częstochowa, Łódź.

## Warszawa8 czerwca1987
- Lotnisko Okęcie. Powitalne przemówienie Jana Pawła II: Zapraszam Was do wspólnoty, którą przez pokolenia kształtuje Chrystus. O ziemio polska! Ziemio trudna i doświadczona! Ziemio piękna! Ziemio moja! Bądź pozdrowiona.
- Katedra św. Jana. Spotkanie z siostrami klauzurowymi. Rozmowa z Matką Teresą z Kalkuty. Przemówienie papieża do zakonnic: Znajdujecie się w samym centrum polskiej rzeczywistości. Modlitwa przy sarkofagu Prymasa Tysiąclecia.
- Siedziba arcybiskupów warszawskich. Spotkanie z przedstawicielami Kościołów chrześcijańskich. Przemówienie papieża: Tylko Kościół eucharystycznie pojednany będzie wiarygodnym znakiem jedności i pokoju.
- Zamek Królewski. Spotkanie z przedstawicielami władz PRL. Przemówienie Przewodniczącego Rady Państwa PRL gen. Wojciecha Jaruzelskiego. Przemówienie Jana Pawła II: Motywy życia i nadziei.
Jeśli chcecie zachować pokój, pamiętajcie o człowieku. Pamiętajcie o jego prawach, które są niezbywalne, bo wynikają z samego człowieczeństwa każdej ludzkiej osoby (...). Pamiętajcie o jego godności, w której muszą się spotykać poczynania wszystkich społeczeństw i społeczności. (...) Wszelkie naruszenie i nieposzanowanie praw człowieka stanowi zagrożenie dla pokoju.
- Kościół Wszystkich Świętych. Msza i homilia papieska na rozpoczęcie II Krajowego Kongresu Eucharystycznego: Polska droga do Eucharystii prowadzi przez Maryję.

## Lublin9 czerwca1987
- Majdanek. Odwiedziny byłego obozu koncentracyjnego. Przemówienie papieża: Niech to będzie memento dla wszystkich pokoleń, że człowiek nie może stać się dla człowieka katem, że musi pozostać dla człowieka bratem.
- Katedra. Modlitwa przed Najśw. Sakramentem i obrazem Matki Boskiej Płaczącej.
- Aula Katolickiego Uniwersytetu Lubelskiego. Przemówienie papieża: Jakie są perspektywy tego pokolenia?. Poświęcenie kamienia węgielnego pod budowę kolegium uniwersyteckiego im. Jana Pawła II.
- Dziedziniec uniwersytecki. Spotkanie ze studentami i profesorami KUL. Liturgia Słowa. Homilia: Jeżeli służysz Prawdzie, służysz wolności, wyzwalaniu człowieka i Narodu.
  - Uniwersytet Lubelski powstał i istnieje pod hasłem Deo et Patriae. Słowa te mówią o służbie. O służbie Bogu i Kościołowi oraz Narodowi i Ojczyźnie.
- Dzielnica Czuby – dzielnica Lublina. Msza kongresowa połączona ze święceniami kapłańskimi 46 diakonów. Homilia papieska: Służyć Bogu – służyć ludziom.
  - Czyż nie są "światłem i solą ziemi" ci wierzący, którzy we wszystkich dziedzinach życia, zwłaszcza w środowisku pracy starają się wprowadzać w czyn zasady Ewangelii, sprawiedliwości, solidarności? Waszym zadaniem, drodzy neoprezbiterzy, będzie współpraca ze świeckimi w poczuciu odpowiedzialności za Kościół, za chrześcijański kształt polskiego życia. Trzeba świeckich darzyć zaufaniem. Maja oni, jak uczy Sobór Watykański II, swoje miejsce i zadanie w wykonywaniu potrójnej misji Chrystusa w Kościele. Jest w nich wielki potencjał dobrej woli, kompetencji i gotowości służenia.

## Tarnów9 czerwca1987
- Rezydencja biskupia. Żartobliwa rozmowa z młodzieżą z okna rezydencji
  - Łatwo jest mówić, że od polskiej młodzieży zależy następne tysiąc lat, ale pogoda na jutro, to co?

## Tarnów10 czerwca1987
- Plac na osiedlu Jasna II. Msza i beatyfikacja Karoliny Kózkówny.
  - Homilia papieska: Przypatrzcie się, bracia, powołaniu waszemu.

"Czy święci są po to, aby nas zawstydzać? Tak. Mogą być i po to. Czasem konieczny jest taki zbawczy wstyd, ażeby zobaczyć człowieka w całej prawdzie. Potrzebny jest, ażeby odkryć, lub odkryć na nowo właściwą hierarchię wartości. Potrzebny jest nam wszystkim, starym i młodym. Chociaż ta młodziutka córka Kościoła Tarnowskiego, którą od dzisiaj będziemy zwać błogosławioną, swoim życiem i śmiercią mówi przede wszystkim do młodych. Do chłopców i dziewcząt. Do mężczyzn i kobiet".
- Plac Katedralny. Nieszpory o Najświętszym Sakramencie. Homilia Jana Pawła II skierowana do kapłanów: Jesteście z ludu i dla ludu.

" (...) Przychodzą do was ludzie udręczeni, poniżeni, zagrożeni w swoim człowieczeństwie. Szukają świadków przemienienia. Niech ich znajdują w was. Niech nigdy ten, kto szuka świadka przemienienia, nie trafi na nieufność czy obojętność. Lepiej zaufać temu, kto może na zaufanie nie zasłużył, aniżeli odtrącić jednego, kto owej ufności jest spragniony i głodny.

Byłoby prawdziwym dramatem, gdyby sytuacja bytowa księży, wolność od wielu codziennych udręk, z którymi muszą borykać się często świeccy, stworzyły pomiędzy duchowieństwem a wiernymi jakąś obcość. (...) Pamiętajcie, że występujecie w imieniu Kościoła, który dziś w szczególny sposób wyraża swą "opcję preferencyjną" na rzecz ubogich.
Zobacz też artykuł na temat Białej Służby w Tarnowie.

## Kraków10 czerwca1987
- Krakowskie Błonia. Spotkanie z mieszkańcami Krakowa. Liturgia Słowa. Homilia papieża: Ku wolności wyswobodził nas Chrystus.
  -  (...) Boże, niech Duch Święty zmienia oblicze naszej ziemi i umacnia Twój lud... Niech nam pomaga zachować Twoje królestwo w życiu osobistym i rodzinnym, w życiu narodowym, społecznym, państwowym. Chroń nas przed egoizmem indywidualnym, rodzinnym, społecznym. Nie pozwól, żeby mocniejszy gardził słabszym. Broń nas przed nienawiścią i uprzedzeniem wobec ludzi innych przekonań. Naucz nas zwalczać zło, ale widzieć brata w człowieku, który źle postępuje i nie odbierać mu prawa do nawrócenia. Naucz każdego z nas dostrzegać własne winy, byśmy nie zaczynali dzieła odnowy od wyjmowania źdźbła z oka brata. Naucz nas widzieć dobro wszędzie tam, gdzie ono jest; natchnij nas zapałem do ochraniania go, wspierania i bronienia z odwagą".

- Katedra na Wawelu. Msza i homilia papieska: Wymowa wawelskiego krzyża.

- Siedziba arcybiskupów krakowskich. Spotkanie "przy otwartym oknie" z młodzieżą zgromadzoną przed rezydencją. Improwizowane przemówienie: Eucharystia jest sakramentem "siły przebicia".

## Kraków11 czerwca1987
- Cmentarz Rakowicki. Papież Jan Paweł II przy grobie swoich rodziców.

## Szczecin11 czerwca1987

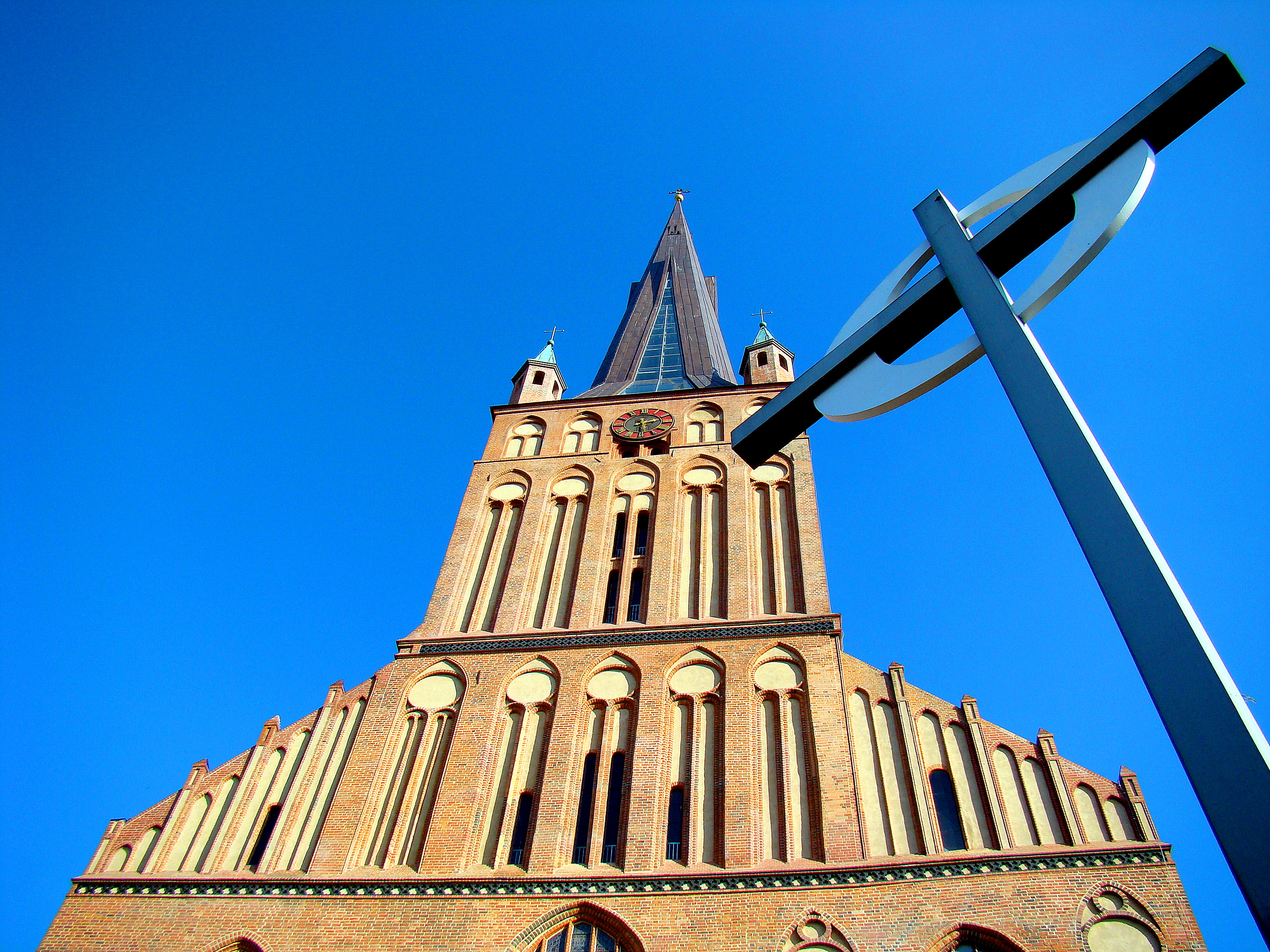
Bazylika archikatedralna św. Jakuba w Szczecinie i Krzyż Papieski, który był częścią ołtarza podczas Mszy Św. na Jasnych Błoniach 11.06.1987 r.

- Jasne Błonia. Msza dla rodzin. Homilia papieża: Praca nad pracą w odniesieniu do praw i wymagań życia rodzinnego. Koronacja figury Matki Bożej Fatimskiej.
  -  (...)Wypada pamiętać, że natura i posłannictwo rodziny stanowi najbardziej odpowiedzialną służbę społeczną, a zatem rodziny maja prawo do takich warunków bytowych, które by im gwarantowały odpowiadający ich godności poziom życia i właściwy rozwój. Chodzi tutaj o słuszne wynagrodzenie za pracę. Chodzi o dach nad głową, o mieszkanie (...)
- Poświęcenie kamienia węgielnego seminarium diecezji szczecińsko-kamieńskiej.
- Katedra. Spotkanie z klerykami, kapłanami, zakonnikami i zakonnicami. Homilia papieża: Otwórzcie się na Prawdę, by nieść światu nadzieję.
  - "Chrystus był ubogi. Nie można autentycznie głosić Ewangelii ubogim, nie zachowując właściwego dla swego powołania ubóstwa. Dzisiaj się wiele mówi o kategoriach być i mieć. Od nas wszystkich, kapłanów Jezusa Chrystusa oczekuje się, abyśmy byli wierni wobec wzoru, jaki nam zostawił. Abyśmy więc byli dla drugich. A jeżeli "mamy", żebyśmy także "mieli" dla drugich. Tym bardziej, że jeśli mamy – to mamy "od drugich". Dzisiaj – bardziej niż kiedykolwiek – cały Kościół żyje "z jałmużny", od najuboższych misji w Afryce, aż do rozbudowanych nowocześnie uczelni i Kurii, ze Stolica Apostolską włącznie".

## Gdynia11 czerwca1987

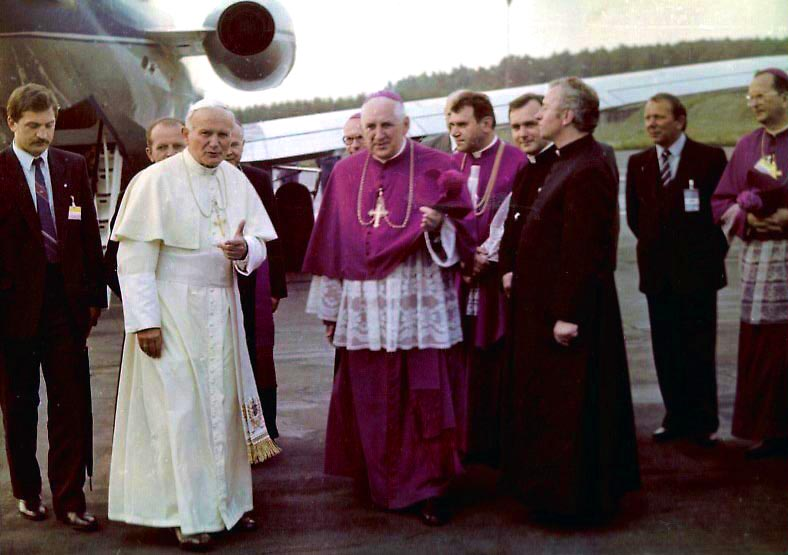
Po przylocie do Gdyni, na lotnisku wojskowym w Babich Dołach

- Skwer Kościuszki. Msza. Liturgia Słowa. Przemówienie papieża do ludzi morza: Świat nie zapomni, że słowo Solidarność zostało wypowiedziane tu w nowy sposób.

Powiedziałem: solidarność musi iść przed walką. Dopowiem: solidarność również wyzwala walkę. Ale nie jest to nigdy walka przeciw drugiemu. Walka, która traktuje człowieka jako wroga i nieprzyjaciela – i dąży do jego zniszczenia. Jest to walka o człowieka, o jego prawa, o jego prawdziwy postęp: walka o dojrzalszy kształt życia ludzkiego. Wtedy bowiem to życie ludzkie na ziemi staje się "bardziej ludzkie", kiedy rządzi się prawdą, wolnością, sprawiedliwością i miłością.

Człowiek współczesnej cywilizacji zagrożony jest chorobą powierzchowności, niebezpieczeństwem spłycenia. Trzeba pracować nad odzyskanie głębi – tej głębi, która właściwa jest istocie ludzkiej.

## Gdańsk11 czerwca1987

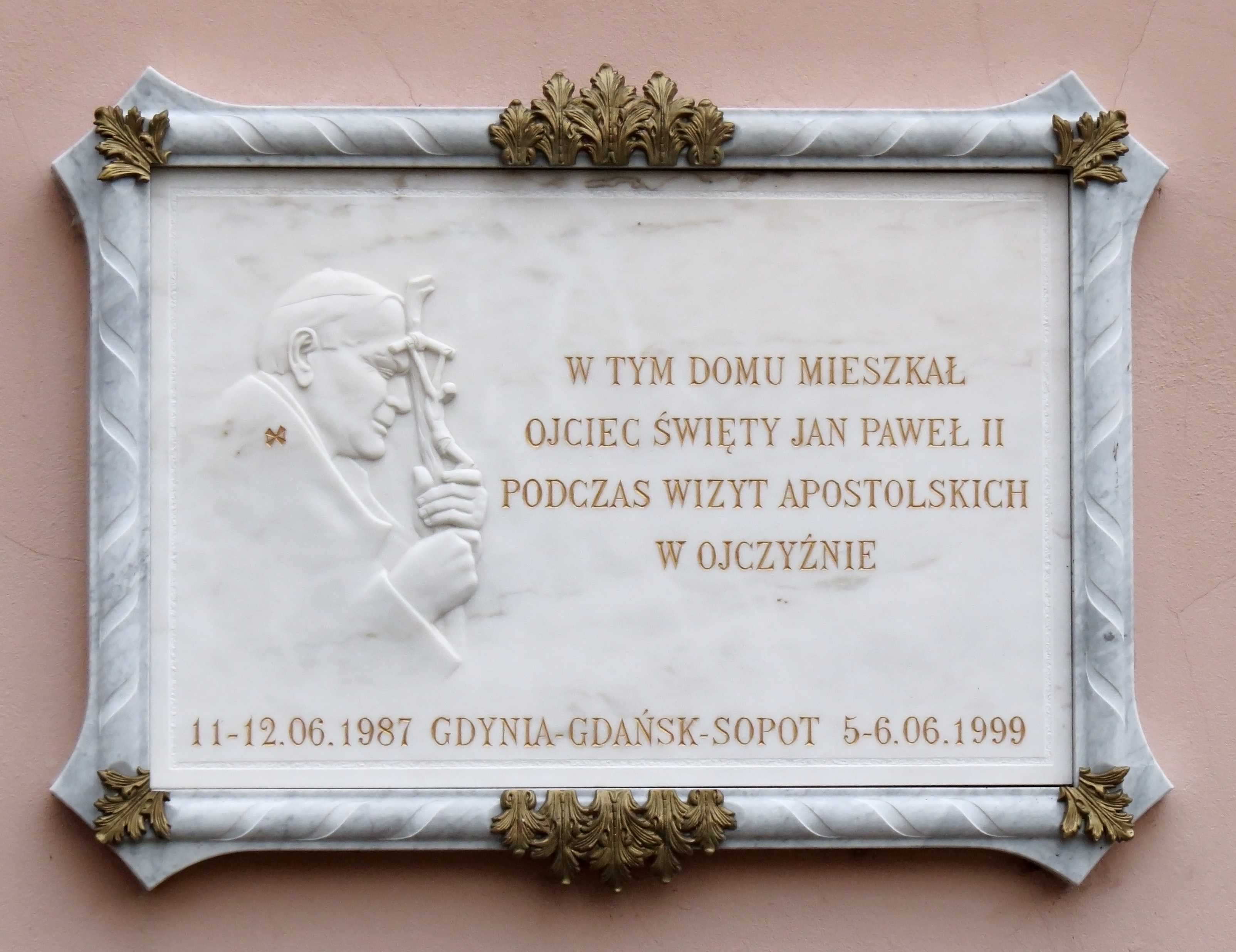
Papież nocował w Gdańsku na terenie kompleksu bazyliki archikatedralnej w Oliwie

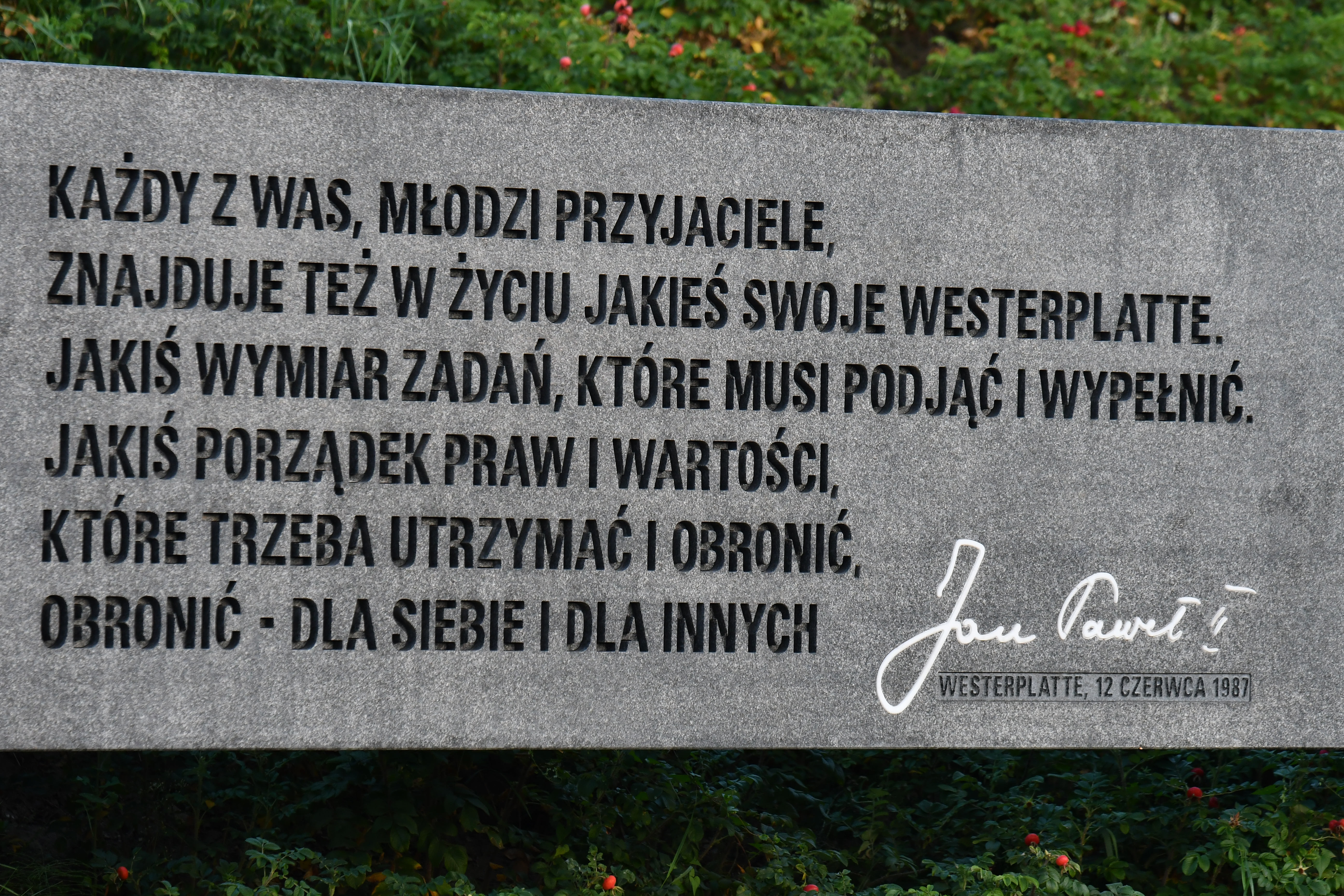
Upamiętnienie wizyty papieża na Westerplatte

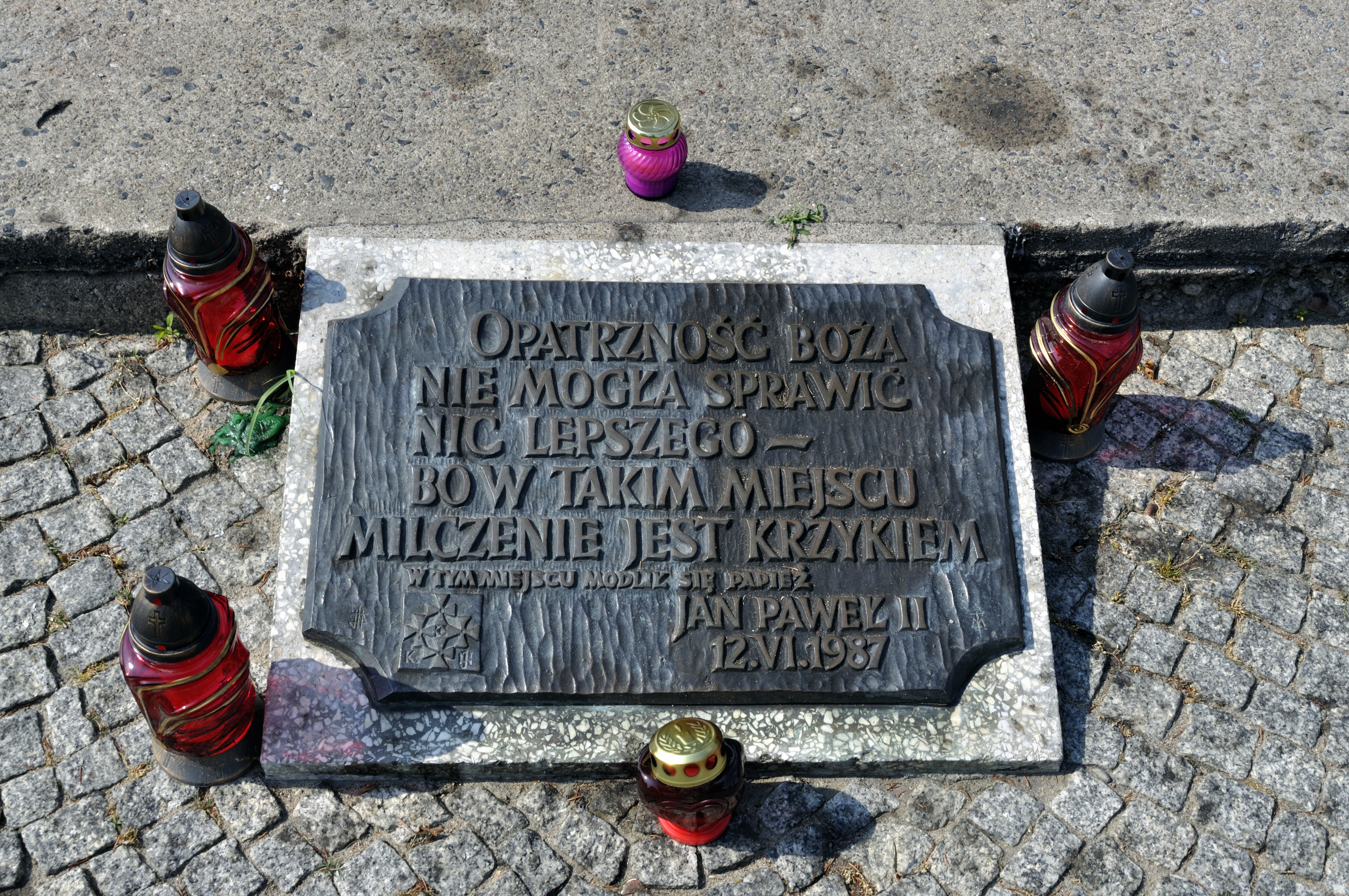
Miejsce przy Pomniku Poległych Stoczniowców 1970, gdzie modlił się papież

- Siedziba biskupia w Oliwie. Spotkanie papieża o godzinie 21.30 z laureatem Pokojowej Nagrody Nobla Lechem Wałęsą wraz z małżonką i ośmiorgiem dzieci. Spotkanie to miało charakter prywatny.

## Gdańsk12 czerwca1987
- Katedra oliwska. Modlitwa.
- Westerplatte. Spotkanie z młodzieżą. Liturgia Słowa. Homilia papieża: Dla chrześcijanina sytuacja nigdy nie jest beznadziejna.
  - " (...) Wiemy, że tu, na tym miejscu, na Westerplatte, we wrześniu 1939 roku, grupa młodych Polaków, żołnierzy, pod dowództwem majora Henryka Sucharskiego, trwała ze szlachetnym uporem, podejmując nierówną walkę z najeźdźcą. Walkę bohaterską".
  -  (...) Każdy z was, młodzi przyjaciele, znajduje też w życiu jakieś swoje "Westerplatte". Jakiś wymiar zadań, które trzeba podjąć i wypełnić. Jakąś słuszną sprawę, o którą nie można nie walczyć. Jakiś obowiązek, powinność, od której nie można się uchylić. Nie można "zdezerterować". Wreszcie – jakiś porządek prawd i wartości, które trzeba "utrzymać" i "obronić", tak jak to Westerplatte, w sobie i wokół siebie.

- Bazylika Mariacka. Spotkanie z chorymi. Liturgia Słowa. Homilia papieża: Żeby być przy człowieku cierpiącym.
  -  (...) Opieka nad ludźmi niesprawnymi i starymi, opieka nad ludźmi chorymi psychicznie – te dziedziny są bardziej niż jakakolwiek dziedzina życia społecznego miernikiem kultury społeczeństwa i państwa.
- Modlitwa Jana Pawła II przy Pomniku Poległych Stoczniowców – Ofiar Grudnia 1970.
- Dzielnica Zaspa. Wielkie liturgiczne spotkanie ze światem pracy. Homilia papieska: I pozostają wciąż zadaniem do spełnienia.
  - "Jeden drugiego brzemiona noście – to zwięzłe zdanie Apostoła jest inspiracją dla międzyludzkiej i społecznej solidarności. Solidarność to znaczy jeden i drugi, a skoro brzemię, to brzemię niesione razem, we wspólnocie. A więc nigdy: jeden przeciw drugiemu. Jedni – przeciw drugim. I nigdy "brzemię" dźwigane przez człowieka samotnie. Bez pomocy drugich. Nie może być walka silniejsza od solidarności. Nie może być program walki ponad programem solidarności. Inaczej – rosną zbyt ciężkie brzemiona. (...) Gorzej jeszcze, gdy mówi się: naprzód walka – (...) to bardzo łatwo drugi czy drudzy pozostają na "polu społecznym" przede wszystkim jako wrogowie. Jako ci, których trzeba zwalczyć, których trzeba zniszczyć. Nie jako ci, z którymi trzeba szukać porozumienia, z którymi wspólnie należy obmyślać, jak "dźwigać brzemiona".
- Koronacja cudownego wizerunku Matki Bożej z sanktuarium w Trąbkach Wielkich.

## Częstochowa12 czerwca1987
- Jasna Góra. Przemówienie podczas apelu jasnogórskiego: O zwycięską nadzieję proszę dla moich Rodaków.

- 13 czerwca 1987 Jasna Góra. Msza w kaplicy cudownego obrazu. Homilia papieska: Trudny dar wolności.
  - Dar wolności. Trudny dar wolności człowieka, który sprawia, że wciąż bytujemy pomiędzy dobrem a złem. Pomiędzy zbawieniem a odrzuceniem. Wolność wszakże może przerodzić się w swawolę. A swawola – jak wiemy również z naszych własnych dziejów – może omamić człowieka pozorem "złotej wolności". Co krok jesteśmy świadkami, jak wolność staje się zaczynem różnorodnych "niewoli" człowieka, ludzi, społeczeństw. Niewola pychy i niewola chciwości, i niewola zmysłowości, i niewola zazdrości, niewola lenistwa... i niewola egoizmu, nienawiści...Człowiek nie może być prawdziwie wolny, jak tylko przez miłość.

- Przemówienie pożegnalne. Niech Jasnogórskie Sanktuarium dopomoże Papieżowi w trosce o Kościół, o Lud Boży, o wszystkich wierzących, tam gdzie wierzyć i wyznawać wiarę jest najtrudniej.
  - "Trzeba, żebyście razem z papieżem, który jest waszym rodakiem, mieli w oczach i sercach wszystkie te wymiary zmagania się Kościoła w świecie współczesnym o wolność dzieci Bożych. Zmagania nie tylko z programami, z ideologiami, systemami, które są wrogie religii, ale także i ze słabością człowieka, ze słabością, która się na różne sposoby przejawia. Przecież to nie ideologie, nie ustroje, nie systemy, tylko człowiek dał początek grzechowi, temu, który toczy się w ciągu całych dziejów. To człowiek uległ tej szatańskiej iluzji, że sam może być jako Bóg, sam może decydować o dobrem i złem, i on tylko jest jedyną i ostateczną miarą tego wszystkiego, co należy do świata, w którym żyje, do stworzenia.

## Łódź13 czerwca1987
Jan Paweł II miał wiele pielgrzymek ale do Łodzi przyjechał tylko raz:
- Lotnisko Łódź-Lublinek. Msza podczas której 1600 dzieci przystąpiło do pierwszej Komunii Świętej. Homilia poświęcona sprawie autokatechizacji.
  -  (...) Katecheza to także zbiorowy obowiązek całego Kościoła. Kościoła katechizowanego i katechizującego. (...) Toteż katecheza winna obejmować zarówno dzieci i młodzież, jak i duszpasterzy, nauczycieli religii, seminarzystów i osoby sposobiące się do życia zakonnego, zarówno rodziców przekazujących wiarę swym dzieciom, jak i ludzi apostołujących we własnym środowisku.
- Katedra. Spotkanie z przedstawicielami łódzkiej inteligencji, światem kultury i nauki. Improwizowane przemówienie papieża: Wdzięczny jestem za Waszą obecność w społeczeństwie.
- Łódzkie Zakłady Przemysłu Bawełnianego "Uniontex" przy ul. Kilińskiego. Przemówienie papieża do włókniarek: Powołanie, na które składa się dom, rodzina, małżeństwo, dzieci i praca.
  -  (...) Nauka społeczna Kościoła przede wszystkim wysuwa żądanie, aby było w pełni docenione jako praca to wszystko, co kobieta czyni w domu, cała działalność matki i wychowawczyni. To jest wielka praca. I ta wielka praca nie może być społecznie deprecjonowana, musi być dowartościowywana, jeśli społeczeństwo nie ma działać na własną szkodę. Z kolei zaś – praca zawodowa kobiet musi być traktowana wszędzie i zawsze z wyraźnym odniesieniem do tego, co wynika z powołania kobiety jako żony i matki w rodzinie. (...) Niekiedy patrzy się na jej pracę zawodową jako na awans społeczny, a oddanie się bez reszty sprawom rodziny i wychowania dzieci bywa uważane za rezygnację z rozwoju własnej osobowości, za jakieś zacofanie. (...) Jednakże prawdziwy awans kobiety domaga się od społeczeństwa szczególnego uznania dla zadań macierzyńskich i rodzinnych, ponieważ są one wartością nadrzędną wobec wszystkich innych zadań i zawodów publicznych. (...) Nade wszystko powinna być uszanowana podstawowa więź istniejąca pomiędzy pracą i rodziną, owo "pierwotne i niezbywalne znaczenie pracy dla domu i wychowania dzieci".

## Warszawa13 czerwca1987
- Bazylika Świętego Krzyża. Spotkanie z przedstawicielami środowisk twórczych. Przemówienie Jana Pawła II: Trzeba, abyście trwali i pomagali trwać innym. Nie samym chlebem żyje człowiek; (Mt 4,4).
  - Chociaż zdajemy sobie sprawę, jak doniosłe są sprawy chleba, jak wiele od nich zależy w życiu całej ludzkości i wszystkich narodów – w życiu poszczególnych osób i rodzin – to przecież przekonują nas te słowa Chrystusa: "nie samym chlebem". Nie samym. Człowiek – to inny jeszcze wymiar potrzeb i inny wymiar możliwości. Jego byt określa wewnętrzny stosunek do prawdy, dobra i piękna. (...).
- 14 czerwca 1987 – Rezydencja Prymasów Polski. Spotkanie z przedstawicielami społeczności żydowskiej. Przemówienie papieża: Staliście się wielkim głosem przestrzegającym ludzkość.
  -  (...) Wiele było spotkań z waszymi pobratymcami w różnych krajach świata. Niezapomniana zostanie dla mnie wizyta sprzed roku przeszłego, po wielu, wielu stuleciach pierwsza w rzymskiej Synagodze. To spotkanie w Polsce jest dla mnie szczególnie drogie, szczególnie wymowne i myślę, że będzie też szczególnie owocne. Pomoże i mnie, i całemu Kościołowi jeszcze bardziej uświadomić sobie to, co nas łączy (...) w porządku Bożego przymierza. I to, co nas łączy w świecie współczesnym, wobec tych wielkich zadań, jakie ten świat stawia przed wami i przed Kościołem w dziedzinie sprawiedliwości i pokoju między narodami, zgodnie z waszym słowem biblijnym: "Shalom".
- Kościół św. Stanisława Kostki. Modlitwa w kościele i u grobu ks. Jerzego Popiełuszki. Spotkanie z rodziną zamordowanego kapłana.
- Kościół Świętego Krzyża. Msza radiowa dla chorych, podczas której odtworzono z taśmy homilię papieską: "Chrystus idzie "w pośrodku nas".
  -  (...) Jak przychodzi Bóg? Na to właśnie daje odpowiedź sam Chrystus w rozmowie z Nikodemem: Bóg przychodzi, gdyż jest Miłością. Przychodzi jako Miłość. "Zróbcie Mu miejsce, Pan idzie z nieba". Idzie pośród ulic. Idzie w znaku białej hostii niesionej w monstrancji. Idzie poprzez serca. Poprzez sumienia. Czy jesteście prawdziwie Ludem, zjednoczonym jednością Ojca i Syna, i Ducha Świętego? Czy jesteśmy Jego Ludem?!
- Kościół ojców bazylianów przy ul. Miodowej. Modlitwa.
- 14 czerwca 1987 – Plac Defilad. Msza. Zakończenie Kongresu Eucharystycznego. Beatyfikacja biskupa Michała Kozala. Homilia papieża: "Jego miłość "do końca" pozostaje po stronie człowieka".
  -  (...) Dlaczego Bóg, który umiłował – a w świecie człowieka – dał Syna swego Jednorodzonego? Dlaczego Syn Boży stał się człowiekiem, jednym z nas? Dlatego, ażeby w całym wszechświecie stworzonym z Miłości Ktoś wreszcie odpowiedział taka samą miłością. Aby Ktoś wreszcie wypełnił swoim życiem i śmiercią owe wezwanie "będziesz miłował... z całego serca i ze wszystkich sił". Aby Ktoś wreszcie...umiłował do końca: Boga w świecie. Boga w ludziach – i ludzi w Bogu. To jest właśnie Ewangelia – i to jest Eucharystia. Wpisuje się ona w dzieje człowieka – i w dzieje wszechświata, przeobrażając stworzenie w "kosmos". Chaos – w kosmos.
  -  (...) Wiemy, że w naszym stuleciu narasta opór i sprzeciw wobec Tego, który "tak umiłował świat" – opór i sprzeciw aż do negacji Boga. Do ateizmu jako programu. Ale to wszystko nie jest w stanie w niczym zmienić faktu Chrystusa. Faktu Eucharystii. Jakkolwiek Bóg – Ojciec, Syn i Duch Święty byłby odrzucany przez ludzi.
  - (...) Ulegając tej miłości, którą Chrystus "do końca umiłował" tych, którzy byli "na świecie"; wszystkich, przyjmujecie za swoje to ewangeliczne polecenie, jakie otrzymali pierwsi Apostołowie: Idźcie... i nauczajcie wszystkie narody, udzielając im chrztu w imię Ojca i Syna i Ducha Świętego (Mt 28,19). Idźcie – stańcie się sługami słowa Bożej prawdy, szafarzami Bożych tajemnic, pionierami ewangelizacji.
- Procesja eucharystyczna ulicami Warszawy z placu Defilad na plac Zamkowy.
- Siedziba Konferencji Episkopatu Polski na Woli. Spotkanie z Konferencją Episkopatu Polski. Przemówienie: papieża: "Wobec wyzwania ideologii dialektycznego materializmu, w którym zarysował najważniejsze zadania stojące przed Kościołem w Polsce.
- Okęcie. Pożegnalne przemówienie papieża Jana Pawła II: Cztery prawa warunkujące postęp.
  - Są to: prawo do prawdy – prawo do wolności – prawo do sprawiedliwości – prawo do miłości. Każde z nich odpowiada dogłębnie naturze człowieka i godności ludzkiej osoby. Każde z nich warunkuje prawdziwy postęp, nie tylko osobowy, ale i społeczny. I nie tylko duchowy, ale także materialny. Również postęp ekonomiczny.
- Odlot do Rzymu.